# Piogaster ussuriensis
Piogaster ussuriensis är en stekelart som beskrevs av Dmitriy R. Kasparyan och Andrey Ivanovich Khalaim 2007. Piogaster ussuriensis ingår i släktet Piogaster och familjen brokparasitsteklar. Inga underarter finns listade i Catalogue of Life.